# Roland Barthes
Roland Barthes [bart] (12. listopadu 1915 Cherbourg – 26. března 1980, Paříž) byl francouzský literární kritik a teoretik, filozof a sémiotik. Ovlivnil rozvoj strukturalismu a sémiologie.

## Mýtus
Rozpracoval pojem mýtus, kde popisuje referování o znaku jako o druhém řádu označování (označující označovaného s označujícím). U Barthova mýtu tedy splývá původní význam (označované a označující) a stává se z nich jedno, ke kterému referuje jiný znak, u něhož ale chybí původní podstata (nový znak má též nové označující a označované). Svoji teorii objasňoval na příkladu titulní obálky časopisu Paris Match, na kterém byl vyobrazen salutující černoch. Pomocí mýtu však v něm lidé neviděli černocha, který salutuje, ale příslušnost kolonizovaných území a jejich oddanost Francii.

## Literární dílo
- 1953	Le Degré zéro de l'écriture (Nulový stupeň rukopisu).
- 1954	Michelet par lui-même (Michelet sám o sobě).
- 1957	Mythologies (Mytologie).
- 1961	Message photographique  (Fotografická zpráva).
- 1963	Sur Racine (O Racinovi).
- 1964	Essais critiques (Kritické eseje).
- 1964	Réthorique de l'image (Rétorika obrazu).
- 1965	Eléments de sémiologie (Základy sémiologie).
- 1966	Critique et vérité (Kritika a pravda).
- 1967	Système de la mode (Systém módy).
- 1967	La morte de l’auteur (Smrt autora)
- 1970	S / Z (S / Z).
- 1970	L'Empire des signes (Říše znaků).
- 1971	Sade, Fourier, Loyola (Sade, Fourier, Loyola).
- 1972	Nouveaux essais critiques (Nové kritické eseje).
- 1973	Le Plaisir du texte (Rozkoš z textu).
- 1975	Roland Barthes par Roland Barthes (Roland Barthes o Rolandu Barthesovi).
- 1977	Fragments d'un discours amoureux (Fragmenty milostného diskurzu).
- 1978	Leçon (Lekce).
- 1979	Sollers écrivain (Sollers spisovatelem).
- 1980	La Chambre claire. Note sur la photographie (Světlá komora. Poznámky o fotografii).

Posmrtně vydané soubory
- 1981	Le Grain de la voix: entretiens 1962-80 (Zrnitost hlasu. Rozhovory 1962-80).
- 1982	L'Obvie et l'obtus: essais critiques III (Zjevné a hrubé. Kritické eseje III).
- 1984	Le Bruissement de la langue: essais critiques IV (Šelest jazyka. Kritické eseje IV).
- 1985	L'Aventure sémiologique (Sémiologická dobrodružství).
- 1987	Incidents (Incidenty).
- 2002	Écrits sur le théâtre (Texty o divadle).
- 2002	Comment vivre ensemble? (Jak žít pospolu?)
- 2002	Le Neutre (Neutrum).
- 2003	La Préparation du roman (Příprava románu).

## Barthes v českých překladech
- Nulový stupeň rukopisu. Základy sémiologie. Přel. Josef Čermák a Josef Dubský. Praha, Československý spisovatel, 1967. Druhé vyd. in Kritika a pravda, Praha, Dauphin, 1997.
- Kritika a pravda. Přel. Julie Štěpánková. Praha, Dauphin, 1997.
- Lekce. Inaugurační přednáška na Collège de France. Přel. Miroslav Petříček. In M. Merleau-Ponty, C. Lévi-Strauss, R. Barthes: Chvála moudrosti. Bratislava, Archa, 1994.
- Světlá komora. Přel. Miroslav Petříček. Bratislava, Archa 1994. Druhé upravené vyd. Praha, Agite / Fra, 2005.
- Úvod do strukturální analýzy vyprávění. Přel. Jaroslav Fryčer. In Znak, struktura, vyprávění. Výbor z prací francouzského strukturalismu. Brno, Host, 2002.
- Mytologie (výbor). Přel. Josef Fulka. Praha, Dokořán, 2004.
- Sade, Fourier, Loyola. Přel. Josef Fulka. Praha, Dokořán, 2005.
- S / Z. Přel. Josef Fulka. Praha, Garamond, 2007.
- Rozkoš z textu. Přel. Olga Špilarová. Praha, Triáda, 2007.
- Říše znaků. Přel. Petr Zavadil. Praha, Fra, 2013.
- Deník smutku. Přel. Ondřej Macl. Praha, Fra, 2023.